# Corpolatria
Corpolatria é o culto exagerado do corpo.
Corpolatria é uma espécie de “patologia da modernidade” caracterizada pela preocupação e cuidado extremos com o próprio corpo não exatamente no sentido da saúde (ou presumida falta dela, como no caso da hipocondria) mas particularmente no sentido narcisístico de sua aparência ou embelezamento físico.
Para o corpólatra, a própria imagem refletida no espelho torna-se obsecante, incapaz de satisfazer-se com ela, sempre achando que pode e deve aperfeiçoá-la. Sendo assim, a corpolatria se manifesta como exagero no recurso às cirurgias plásticas, gastos excessivos com roupas e tratamentos estéticos, abuso do fisiculturismo (musculação, uso de anabolizantes, etc).
A corpolatria, como fenômeno psico-social, aparentemente está relacionada com as mudanças no campo do trabalho produtivo ocorridas no final do século XX, a saber, desde que a distinção entre produção e reprodução social perdeu nitidez, confundindo-se o tempo vital com o tempo de trabalho. Desde então, em muitas profissões e ocupações a aparência corporal e o vigor físico passaram a ser uma espécie de segunda força produtiva ao lado da força de trabalho propriamente dita, com o tempo livre tendendo a se tornar um segundo turno do trabalho produtivo.
Como influência patológica de saúde coletiva, a corpolatria tende a se agravar tanto mais encontre não só um amplo mercado de produtos e serviços voltados para o culto ao corpo como também seja propalada como uma espécie de emancipação ou de libertação pessoal dos determinantes “repressivos” da produção capitalista.